# Aérospatiale (discipline scientifique)

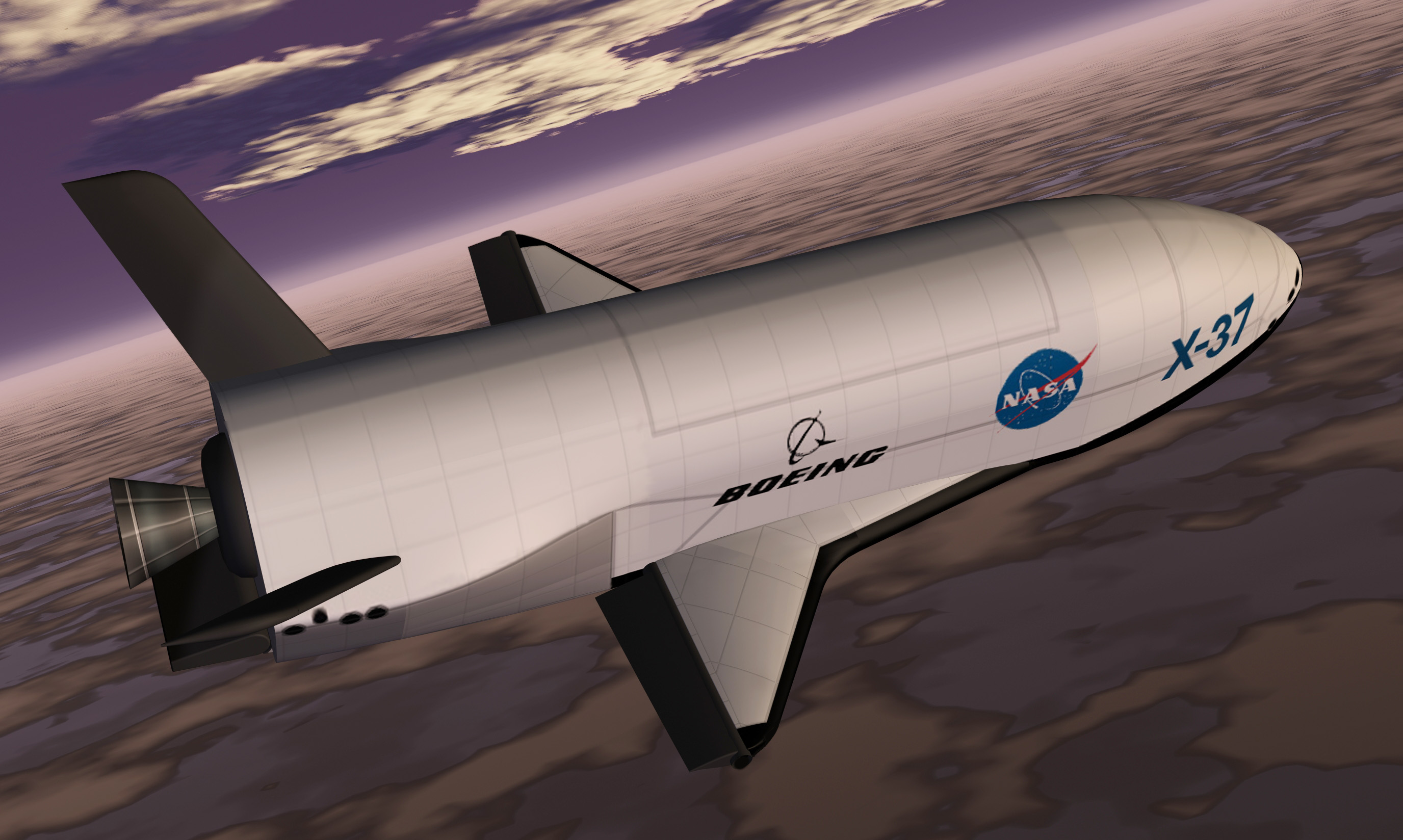
Vue d'artiste de l'avion spatial Boeing X-37.

Pour les articles homonymes, voir Aérospatiale.
L'aérospatiale (nom commun féminin singulier) est une discipline scientifique qui rassemble les techniques de l'aéronautique (déplacement dans l'atmosphère, utilisant des avions ou des hélicoptères par exemple) et de l'astronautique (déplacements spatiaux, c'est-à-dire trajets hors atmosphère et interplanétaires, en utilisant des navettes spatiales ainsi que des fusées).

## Introduction
Il existe deux catégories dans les tentatives de l'homme aspirant à voler :
- celles consistant à planer en tombant, c’est-à-dire à se jeter d'un point haut et de planer avant d'atterrir ;
- celles effectuées avec l'objectif de gagner de la hauteur.

Les premières furent nombreuses depuis l'antiquité, et se sont poursuivies un peu partout dans le monde. Les secondes, effectuées par ceux qui ont réussi à décoller de façon autonome, se sont maintenus en l'air et sont revenus se poser de façon plus ou moins contrôlée, sont les plus significatives.

## Historique
En 1010, selon une chronique rédigée par Guillaume de Malmesbury, le moine anglais Eilmer de Malmesbury se serait jeté avec succès d'une tour de l'abbaye de Malmesbury près de la rivière Avon dans le Wiltshire, muni d'ailes rudimentaires, avant de s'écraser 200 mètres plus loin, se brisant les deux jambes.
En 1678, un serrurier de Sablé (Maine) nommé Besnier inaugure en France la liste de ceux que l'on a appelé parfois les « sauteurs de tours ». Il s'élance d'un toit avec un appareil comprenant « deux bâtons assujettis en leur milieu sur les épaules et munis de deux larges volets à charnières qui s'ouvraient et se refermaient alternativement par la résistance de l'air. » Il est sain et sauf. Toynard, qui relate l'événement dans le Journal des Savants, affirme : « Il ne prétend pas s'élever dans les airs par sa machine, mais il assure que, partant d'un lieu médiocrement élevé, il passerait aisément une rivière. » La construction en série des ailes du serrurier est alors annoncée. Voir appareil volant de Besnier.
Le 19 mars 1742, Jean-François Boyvin de Bonnetot (1688-1760), marquis de Bacqueville, s'élance à 54 ans du toit de son hôtel quai des Théâtins à Paris (aujourd'hui quai Voltaire). Muni de sortes d'ailes fixées aux bras et aux jambes, il parcourt 300 mètres en vol plané avant de s'écraser, se brisant une cuisse, sur la même rive de la Seine, contre un bateau-lavoir.
En 1772, l'abbé Desforges réalise un char volant à ailes battantes, comprenant des plumes d'oiseau, et avec lequel il saute du haut du donjon d'Étampes, se blessant légèrement. L'abbé Desforges est plus tard incarcéré pour avoir écrit un ouvrage prônant le mariage des prêtres.
En 1775, parution de L'Art de naviguer dans les airs du père Galien, et du Cabriolet volant d'Estandoux, ou La Découverte australe par un homme volant ou le Dédale français (1781) de Restif de la Bretonne.
En 1781, Blanchard dresse les plans d'un vaisseau volant comprenant 6 ailes d'ascension à clapets, actionnées par les bras et les jambes du "pilote aérien".
En 1783, ascension de la montgolfière de Pilâtre de Rosier et du marquis d'Arlandes. Les frères Joseph et Étienne de Montgolfier, ouvriront l'ère des aérostats en 1783 avec l'invention qui porte leur nom, la montgolfière, permettant enfin à l'homme de s'élever dans les airs.
En 1784, Claude Launoy et François Bienvenu présentent à l'Académie des Sciences le modèle réduit du premier hélicoptère.
En 1801, le général angoumoisin Guillaume Resnier (1729-1811) vole à plusieurs reprises sur une machine à ailes battantes de son invention. Vrai pionnier et précurseur peu connu, il s'élance à 72 ans de la tour Ladent et accomplit un vol d'environ 300 mètres, avant d'atterrir en se cassant la jambe.
En 1810, George Cayley (1773-1857) pose clairement le problème d'un vol, établissant la nécessité des trois entités : portance, poussée et traînée. Il propose ensuite un modèle d'architecture de machine volante avec fuselage pour la charge utile, ailes pour la sustentation et empennages pour la stabilité et le contrôle. Il découvre la portance par dépression sur l'aile et le profilage pour minimiser la traînée. Il est connu comme l'inventeur de l'aérodynamique et du concept d'avion en général.

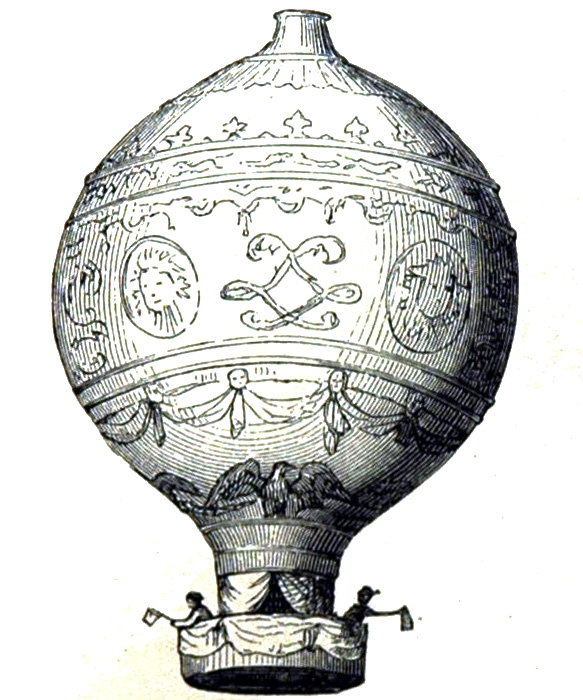
La montgolfière des frères Montgolfier.

En 1812, Jakob Degen, horloger viennois, vient à Paris mais son appareil formé de grandes ailes parachutes ne peut s'élever. Il faillit être lynché.
En 1815, Edouard Johnson crée la première maquette à taille humaine volant sur plusieurs centaines de mètres.
Le 29 juin 1874 dans la soirée, à Londres, le Belge Vincent De Groof se fait lâcher depuis un ballon, sur sa machine volante. Il récidive le 9 juillet, de 1 500 m, mais se tue. Il a bel et bien plané.
En 1884, l'Américain John Montgomery réalise le premier vol humain en parcourant un vol plané de 200 mètres.

## Les théoriciens de l'aviation
Si sir George Cayley inventa en 1810 sur papier le premier avion véritable, un peu plus tard, en 1842, William Henson donna la première description d'un moteur à vapeur léger.
En 1845 un de ses amis John Stringfellow fabriqua de magnifiques moteurs à vapeur miniatures. En 1848 il fit voler parfaitement une maquette de 3,5 kg avec un moteur. C'était dans la cour d'une usine de CHARD comté de Sommerset, et « c'était la première fois au monde qu'un corps plus lourd que l'air volait par ses propres moyens ! ».
En décembre 1856, à Tréfenteg près de Douarnenez, Jean-Marie Le Bris effectue un vol sur une « barque volante » aux ailes inspirées de celles de l'albatros. Posée sur une charrette tirée par un cheval au galop, la barque volante s'élève à une centaine de mètres avant de se poser sur le sable.
Le 2 mai 1857 premier brevet – no 32031 – en France par le lieutenant de vaisseau Félix du Temple d'un aéroplane. Appareil jamais construit.
Francis Herbert Wenham (en) préconisa en Angleterre l'utilisation d'ailes superposées. C'est le père des biplans. Il préconisa aussi les ailes à grand allongement.
En 1871, Alphonse Pénaud fit voler des modèles réduits équipés d'un plan fixe arrière, qu'il appela le planophore, dans les jardins des Tuileries (moteur caoutchouc). En 1876 il dépose un brevet. On lui attribue généralement l'invention du train rentrant, de l'aile en flèche et du manche à balai, quoique pour ce dernier, Robert Esnault-Pelterie aura son mot à dire un peu plus tard…
Louis Mouillard publia en 1881 l'Empire de l'Air qui contient tout ce que nous savons (ou avons) aujourd'hui. Il consacra sa vie à l'observation et à la conquête de l'air, méprisant l'argent.
Hiram Maxim en Angleterre fit décoller sur des rails un avion captif immense.
Le 9 octobre 1890 à Armainvilliers dans le parc de la famille Péreire, Clément Ader effectua 50 m environ au-dessus du sol sur une machine motorisée et pilotée par lui-même.
Le 8 décembre 1903, aux États-Unis, Langley sur les rives du Potomac échoua par malchance mais il avait déjà fait parfaitement voler sur 1 200 m un modèle réduit de 11 kg.
Otto Lilienthal ingénieur allemand, effectue plus de 2 000 vols en planeur entre 1891 et 1896. Dès août 1850 il planait. Il écrivit : Le vol des oiseaux considéré comme base de l'aviation. Il apprit vraiment à voler couramment. Il se tua le 9 août 1896 à Lichterfelde près de Berlin.
Octave Chanute aux États-Unis comprit les essais de Lilienthal et fabriqua des planeurs multiplans vers 1885. Étant âgé, il passa une annonce en 1888 afin de faire continuer son œuvre. En 1900 il reçut une réponse des frères Wright. Octave Chanute leur passa tous les renseignements qu'il avait accumulé sur le vol plané, appris de Augustus Moore Herring (en), un élève de Lilienthal.

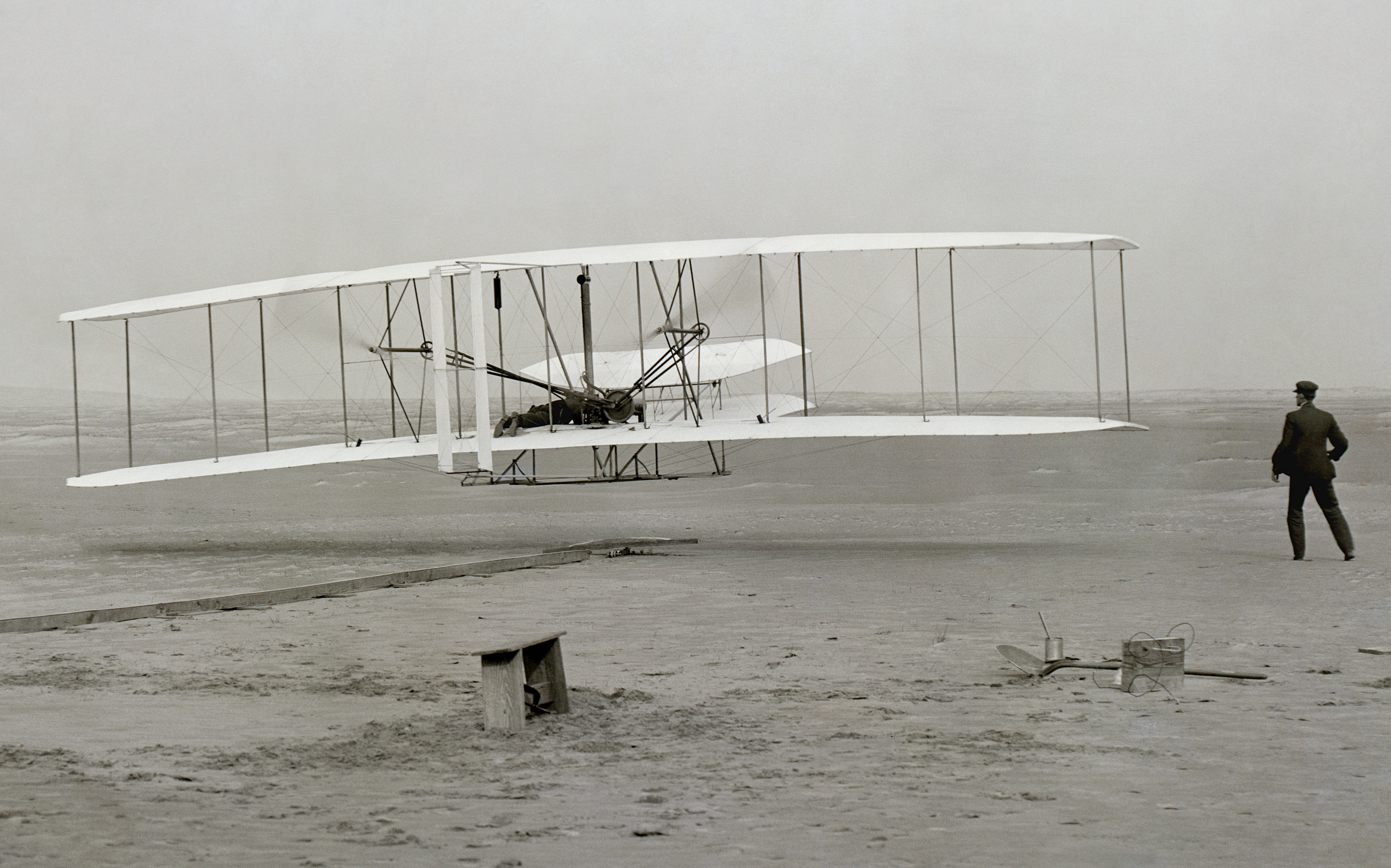
Premier vol des frères Wright.

Été 1900, les frères Wright commencèrent les essais de planeur. Ils mirent au point le gauchissement. En 1902 ils revinrent avec leur troisième appareil. Et le 17 décembre 1903 arriva bientôt…
On voit donc que l'envol de l'homme à bord d'un appareil plus lourd que l'air, résulte d'une multitude de gens et d'essais, portés à la connaissance des populations et des techniciens qui utilisaient les acquis et les méthodes ayant fait leurs preuves. Ce n'est absolument pas l'œuvre d'un seul homme, et d'une seule époque.
L'aéronautique prit réellement son essor quand on arriva à faire voler un homme dans un engin motorisé plus lourd que l'air (contrairement à la montgolfière, plus légère que l'air). Cet exploit est disputé entre le petit bond de Clément Ader le 9 octobre 1890 et le vol plané des frères Wright à Kitty Hawk le 17 décembre 1903.
Après les magistrales démonstrations en vol de Wilbur Wright au Mans de juin à décembre 1908, c'est toutefois à Pau, en France, que vont s'ouvrir les premières écoles de pilotage au monde, avec dès 1909 celles des frères Wright et de Louis Blériot. Les trente années qui suivent voient le développement spectaculaire de l'aéronautique civile et militaire. Les aéroplanes franchissent des distances de plus en plus grandes et transportent toujours plus de fret et de passagers.
Henri Marie Coanda (voir l'effet Coanda) est un ingénieur roumain qui invente l’avion à réaction. C'est le premier homme à marquer l’histoire des avions à réaction. Hélas, son seul vol d’essai s’est terminé contre un mur, en effet, le réacteur situé à l’avant n’avait qu’une poussée de 220 kg pour propulser un avion entièrement conçu en bois de forme trop classique et bien peu adaptée à un système à réaction.

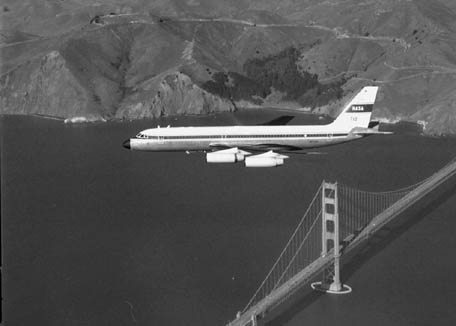
Convair 990 Coronado.

Après la Seconde Guerre mondiale on verra l'apparition des moteurs à réaction. La course à la vitesse mène à la volonté de franchir le mur du son, exploit qui sera réalisé par Chuck Yeager le 14 octobre 1947 à bord de son avion-fusée X1. Il faudra attendre 1969 pour que Concorde ouvre la voie des transports supersoniques civils.
Dans le domaine des fusées, il y eut peu d'avancées techniques jusqu'à la fin du XIXe siècle, pendant lequel elles serviront d'armes incendiaires durant les grandes guerres de cette époque ; les fusées du Britannique William Congreve lors des guerres napoléoniennes à partir du 8 octobre 1806 ; enfin, la guerre de Sécession avec les fusées stabilisées par des ailettes de l'Anglais William Hale.
Il faudra attendre la fin du XIXe siècle pour que Constantin Tsiolkovski (1857-1935) publie les théories du vol spatial ouvrant ainsi l'ère de l'astronautique.
Trois pays participeront au début du XXe siècle à développer les techniques nécessaires à l'épopée de la conquête de l'espace ; le professeur américain Robert Goddard qui réussit le premier vol d'une fusée à propergol liquide à Auburn (Massachusetts) le 16 mars 1926, l'équipe russe de Valentin Glouchko (Glushko dans la transcription anglaise) dont les moteurs équiperont les modèles GIRD et contribueront aux succès de Sergueï Korolev, et enfin, le groupe allemand Verein für Raumschiffahrt ou VfR (« Association pour les voyages dans l'Espace ») sous l'impulsion de Johannes Winkler.

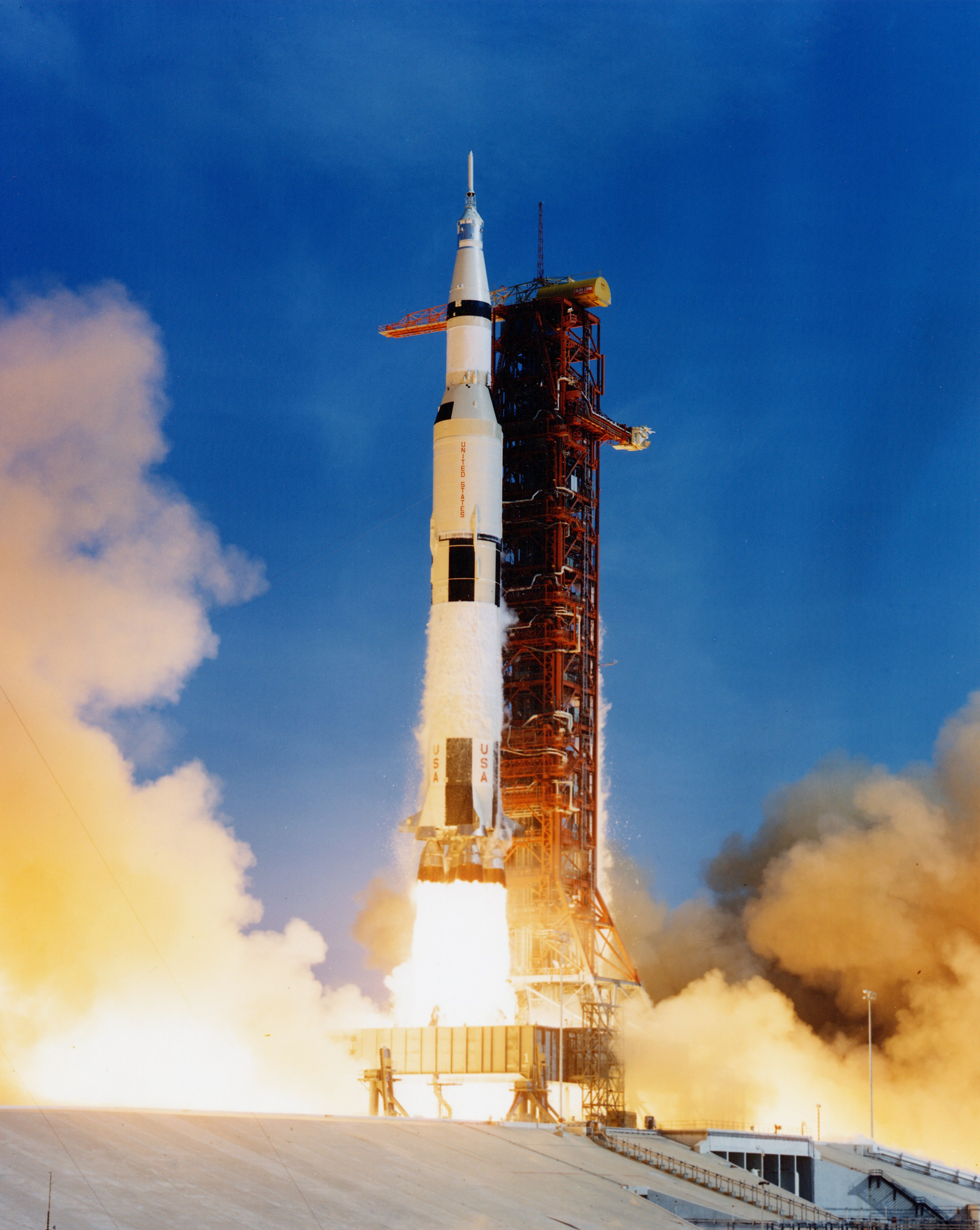
Saturn V avec à son bord les astronautes Neil A. Armstrong, Michael Collins et Edwin E. Aldrin Jr. le 16 juillet 1969.

Le VfR fut la pépinière d'où sortiront les célèbres Hermann Oberth (conseiller technique pour la fusée du film La Femme sur la Lune de Fritz Lang), Eugen Sänger (inventeur du bombardier antipodal précurseur de la navette spatiale), et enfin de Wernher von Braun (18 ans à l'époque, en 1930) qui avec l'appui de l'armée créa le terrible V2, puis, à la libération, sa fusée Saturn V donnera aux États-Unis les moyens d'établir le programme Apollo qui mène le premier homme sur la Lune le 21 juillet 1969 (voir Opération Paperclip).